# الأعداد (رواية)
الأعداد (بالروسية: «Числа»)‏ هي رواية لفيكتور بيليفين نُشرت لأول مرة عام 2003، ضمن مجموعة قصصية «ديالكتيك الفترة الانتقالية (من لا مكان إلى لا مكان)».

## الحبكة
تدور أحداث الرواية حول حياة صبي سوفياتي يدعى ستيوبا، يلجأ إلى سحر الأعداد. في البداية اختار العدد سبعة كعدد مستفيد له، لكنه غير اختياره بعد ذلك لصالح العدد 34. أولاً، "يعبد" العديد من المشاهير العدد سبعة، وقدّر ستيوبا فرصته في "أن يُسمع" بالعدد 7 بأنها ضئيلة. ثانياً، مجموع العددين 3 و 4 يعطي العدد نفسه، وهو السبعة. بعد ذلك، أصبح ستيوبا رجل أعمال، مسترشدًا دائمًا برقمه وخصائصه، وفي فترة ما بعد الاتحاد السوفيتي أصبح مصرفيًا ناجحًا.
تدور هذه الرواية حول طرق متعددة، وهي: طريق المصرفي، طريق الساموراي (هاغاكوري)، طريق المستهلك إلى أحلامه، طريق النفط؛ وأخيرًا، طريق تاو.
ترتبط الرواية بعشرات الأعمال الكلاسيكية في الأدب الروسي، والتي تشمل: «الجريمة والعقاب» لدوستويفسكي، «الإخوة كارامازوف»، «الشيطان الصغير» لسولوجوب، «القائدان» لكافيرين، «أرخبيل غولاغ» لألكسندر سولجنيتسين . وإشارات عديدة إلى أعمال ليو تولستوي وألكسندر بوشكين («يفغيني أونيغين» على وجه الخصوص) وفلاديمير ماياكوفسكي. هناك أيضًا حوار مع الأدب الأوروبي والأمريكي: إشارات إلى وليم شكسبير («هاملت»، «روميو وجولييت»)، وستندال («الأحمر والأسود»).